# Kubau
Kubau es una localidad del estado de Kaduna, en Nigeria, con una población estimada en marzo de 2016 de 378 900 habitantes.
Se encuentra ubicada en el centro-norte del país, a poca distancia al sur de la ciudad de Kano, la tercera más poblada de Nigeria tras Lagos e Ibadán.